# Like a Wind
『Like a wind』（ライクアウインド）はサンテレビジョンで放送されているオートバイ情報番組である。
放送翌日には番組公式YouTobeチャンネルにて配信も行なっている。

## 概要
『Like a wind』は、大阪にある映像制作プロダクション株式会社ヴァンズ凸が制作しているオートバイに関する情報を全般的に取り扱う専門番組である。
番組内容はツーリング、イベント取材、バイクカスタム、レース企画と多岐にわたる。
またキャンプミーティング、ミニバイクレースの主催や大阪モーターサイクルショーのイベントステージなど放送以外にも様々なイベントやPR活動も行なっている。

ライクアウインジャー企画
きのせひかる（黄色担当）たはらかすみ（緑担当）奥さおり（ピンク担当）の３人を中心としたユニット
門真２りんかんの駐車場にウォールアートを描く企画の際、用意されたつなぎ衣装にインスパイアされ結成された。
担当カラーは各メンバーの愛車のカラーとなっている。
これまでに滝行といった体を張ったものから、オススメのバイクグッズ紹介など、バイク業界を活性化させるために様々な活動行なっている

Z1カスタムプロジェクト
番組ディレクターが自腹で伝説の名車カワサキ・Z1を購入し、現行車に負けない17インチカスタムのバイクを作りあげていくコーナー。車体費とカスタム費は約450万円に達した。カスタムは奈良県桜井市にあるZカスタムショップ、アメリカンドリームが手がけている。
絶版★改
日本のバイクシーンで一世を風靡した絶版車を現行車に匹敵するカスタムマシンに仕上げた車両を紹介する。
必殺実験人
番組スタッフである実験人シゲッちが「ディスクローターでピザは切れるか」、「人間空気入れ」などを検証するコーナー。2010年2月には、「極寒　真冬の北海道ツーリング」で真冬の北海道で楽しくツーリングをすることはできると証明した。
モンキーカスタム塾
モトチャンプ（三栄書房）とのコラボ企画。番組スタッフである"実験人シゲッち"と"新参者シンスケ"がホンダ・モンキーを一からカスタムし、SS1/32mile4B-GTクラスへの出場を目指す。
番組の過去の放送は、番組HPで視聴可能である。

## 出演者

### 現在
- 左嵜啓史
- トモチン（関西を中心に活動するデジロックバンドpeachのヴォーカル）
- 福山理子
- 古澤恵
- 多聞恵美
- AYA1000RR（アヤセン）
- きのせひかる
- たはらかすみ
- 奥さおり

他

### 過去

#### 関西版
Like a wind 疾走る娘。（ライドル）候補生
- 木下愛有未
- 峰のりえ
- 志築杏里
- 橘知衣代･･･第359回以降出演しておらず、番組内で降板等正式な発表はない。

- 土建屋よしゆき
- 北川圭一
- B-WAVE（番組イメージガールユニット）
  - 秋葉ちひろ
  - 朝花じゅり
  - 野々村由希

#### 関東版
- 丸山浩
- 多聞恵美

## 放送日時
| 放送局           | 放送期間                      | 放送曜日 時間                             |
| ---------------- | ----------------------------- | ----------------------------------------- |
| サンテレビジョン | 2006年4月2日 -                | 毎週日曜日（月曜未明）24時15分 - 24時30分 |
| 千葉テレビ放送   | 2009年4月4日 - 2013年12月27日 | 毎週金曜日22時15分 - 22時30分             |

## 雑誌媒体とのコラボレート
- モトチャンプ（三栄書房）　モンキーカスタム塾
- GooBIKE関西版（プロトコーポレーション）　ライクとグーの二輪案内所
- ミスターバイクBG（モーターマガジン社）　Like a wind the MAGAZINE
- BikeJIN（枻出版社）Like a wind ✖︎ BikeJINキャンプミーティング

## 主なイベント活動
- Like a windミーティング
- モーターサイクルフェスタ
- インポートバイクフェア
- ライクアウインドGP
- ガレージセール